# Deutsche Zahnärztliche Zeitschrift
Die Deutsche Zahnärztliche Zeitschrift (Dtsch. Zahnaerztl. Z.; DZZ) ist eine wissenschaftliche Fachzeitschrift, die vom Deutschen Ärzteverlag veröffentlicht wird. Sie ist Mitgliederorgan der Deutschen Gesellschaft für Zahn-, Mund- und Kieferheilkunde (DGZMK), die aus 18.712 Mitgliedern (Stand: August 2017) besteht, und informiert über alle Bereiche der modernen Zahnmedizin. Sie ist in den Literaturverzeichnissen die am meisten zitierte deutsche zahnmedizinische Fachzeitschrift. Laut Leserbefragung hat die DZZ einen LpA-Wert von 23,1 % erzielt.
Sie ist offizielles Organ nachfolgender Fachgesellschaften:
- Deutsche Gesellschaft für Zahn-, Mund- und Kieferheilkunde,
- Deutsche Gesellschaft für Parodontologie,
- Deutsche Gesellschaft für Prothetische Zahnmedizin und Biomaterialien,
- Deutsche Gesellschaft für Zahnerhaltung,
- Deutsche Gesellschaft für Funktionsdiagnostik und Therapie,
- Arbeitsgemeinschaft für Kieferchirurgie,
- Arbeitsgemeinschaft für Röntgenologie,
- Arbeitsgemeinschaft für Grundlagenforschung,
- Arbeitsgemeinschaft für Arbeitswissenschaft und Zahnheilkunde.

Die Zeitschrift erscheint mit sechs Ausgaben im Jahr.